# Schloss Schrems

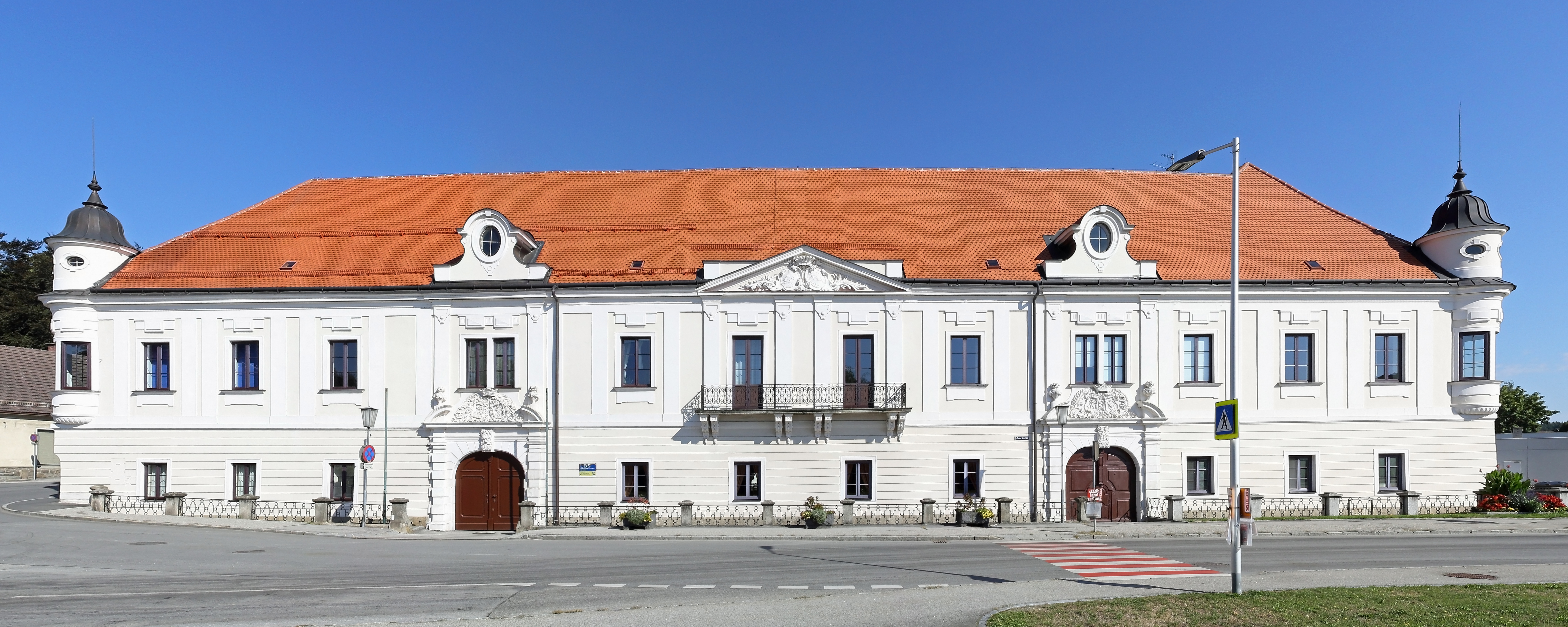
Schloss Schrems

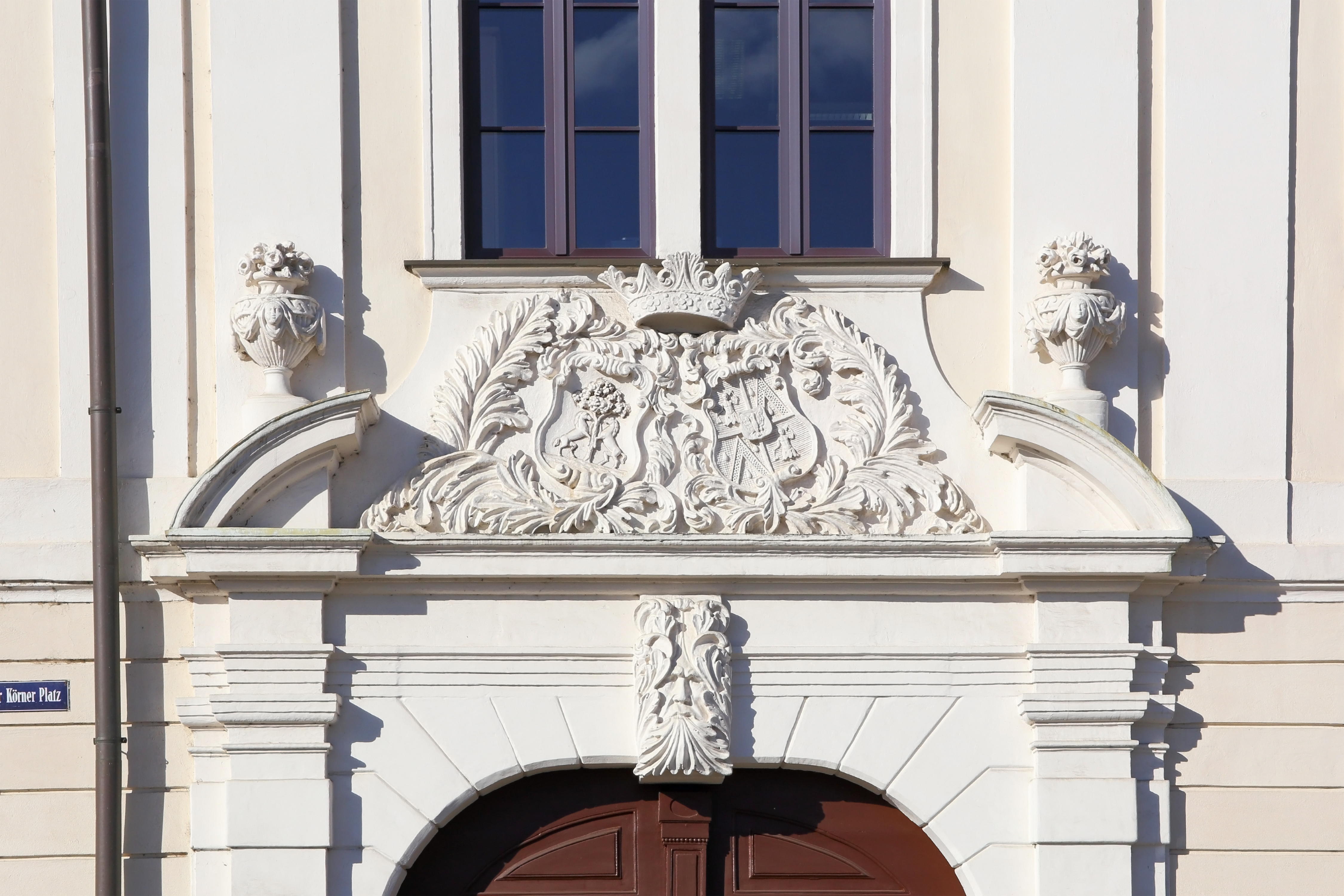
Doppelwappen Osy-Bartenstein

Das Schloss Schrems steht zwischen der Braunbachbrücke und der Budweiserstraße am Dr.-Theodor-Körner-Platz Nr. 1 in der Stadtgemeinde Schrems im Bezirk Gmünd in Niederösterreich. Das Schloss steht unter Denkmalschutz (Listeneintrag).

## Geschichte
Um 1635 hat sich Schrems von Gmünd abgelöst. Nach 1635 wurde für die Herrschaft Schrems das Schloss erbaut. Von 1777 bis 1781 erfolgten bauliche Veränderungen nach einem Brand 1777. Die Hauptfassade wurde um 1890 gestalterisch bereichert. 1966 war eine Restaurierung.
Seit 1928 ist das Schloss im Besitz der Stadtgemeinde und wurde 1990 als Schule und Postgarage genutzt.

## Architektur
Der frühbarocke später veränderte zweigeschoßige Vierflügelbau war ursprünglich von einem Wassergraben umgeben.
Die 16-achsige Westfassade und die 12-achsige Südfassade sind die Schaufassaden. Im Westen und Süden gibt es auch Eckerker mit gebauchten Anläufen. Die Südfront hat zwei symmetrische frühbarocke Portale unter Sprenggiebeln mit bekrönendem Doppelwappen Osy-Bartenstein (1790–1865). Im Dreieckgiebel zeigt sich das Doppelwappen Thurn-Vrints (1896–1917) um 1890 zusammengefasst.
Die Durchfahrten in den Innenhof sind kreuzgratgewölbt. die Arkaden im Innenhof sind westseitig vermauert. Im Südtrakt befanden sich ursprünglich die Stallungen als zweischiffige dreijochige Halle mit Kreuzgratgewölben aus toskanischen Säulen. Der südwestliche Ecksaal zeigt sich mit geometrischen Stuckrahmen mit Doppeladler in Kartusche um 1670. Das Stiegenhaus ist eine zweiläufige Treppe um eine Mittelschacht.